# الطاووس (فلم)
الطاووس هو فيلم مصري أُصدر عام 1982، بطولة نور الشريف، وصلاح ذو الفقار، وليلى طاهر، ورغدة، ومن تأليف عبد الحي أديب وإخراج كمال الشيخ.

## قصة الفيلم
حسين (صلاح ذو الفقار) طبيب علم نفس جنائي وهو خال نادية (ليلى طاهر) وشقيقتها الصغيرة سميحة (رغدة). نادية متزوجة من حمدي (نور الشريف) وتعيش معهم سميحة التي يحبها حمدي سرًا لكنه لا يستطيع فعل أي شيء حيال ذلك. يدبر حمدي خطة بهدف التخلص من زوجته لإخلاء الطريق لنفسه مع سميحة، فيطلب من زوجته أن تسبقه إلى العزبة، وقبل سفرها للعزبة تزور نادية خالها حسين لتستلم منه بروش الطاووس بعد إصلاح الجواهرجي له، يقوم حمدي بانتظار زوجته وقتلها ليحاول بعدها التقرب من أختها سميحة وتكتشف جريمة القتل بعد أن يقر حمدي بأن البروش كان مع نادية وحسين يعلم جيدًا ان حمدي لا يعلم بوجود البروش معها ومن ثم يكون الدليل على إدانته. وفي النهاية حسين يحاول بمساعدة الشرطة أن يسقطه في فخهم.

## طاقم التمثيل

### الشخصيات الرئيسية
- نور الشريف بدور (حمدي)
- صلاح ذو الفقار بدور (حسين)
- ليلى طاهر بدور (نادية)
- رغدة بدور (سميحة)
- صلاح رشوان بدور (نبيل)
- عادل هاشم بدور (المحقق)
- محمد صفوت بدور (الضابط)
- فادية عكاشة بدور (عنايات)
- ضياء الميرغني بدور (نص النشال)
- يوسف العسال بدور (موظف الاستقبال)

### الشخصيات الثانوية
- إخلاص حسني
- باسم صدقي
- فؤاد عطا الله
- مصطفى المهدي
- نصيف أبو العينين
- حسن توتالة
- سامية سامي

## فريق العمل
- إخراج: كمال الشيخ
- القصة: قصة الفيلم مقتبسة عن قصة الكاتب الأمريكي أليكس موريسون
- سيناريو وحوار: عبد الحي أديب
- مدير التصوير: رمسيس مرزوق
- مونتاج: حسنوف
- إنتاج: نادية حمزة
- توزيع داخلي: أفلام ناهد فريد شوقي
- توزيع خارجي: فالكون للسينما والتلفزيون (رياض العقاد)

## وصلات خارجية
- مقالات تستعمل روابط فنية بلا صلة مع ويكي بيانات